# سفارت ارمنستان در مینسک
سفارت ارمنستان در مینسک (؛ بلاروسی: Пасольства Арменіі. Мінск, Беларусь)، نمایندگی دیپلماتیک جمهوری ارمنستان در مینسک پایتخت جمهوری بلاروس می‌باشد که در شماره ۵۰ خیابان بوماژکووا، در منطقهٔ، مینسک واقع شده‌است. روابط دیپلماتیک بین دو کشور (en) در ۱۲ ژوئن ۱۹۹۳ برقرار شده‌است. هم‌اکنون رازمیک خوماریان مقام سفیر جمهوری ارمنستان در مینسک را عهده‌دار است.

## اطلاعات
- آدرس: 50, Bumazhkov Str., 220037 Minsk, Belarus
- تلفن: (375-17) 2979257, 2979267, 2979299, 2970308

## فهرست سفیران
- آرمن قوندیان (۲۰۱۸–۲۰۲۰)
- اولگ یسائیان (۲۰۱۷–۲۰۱۸)
- آرمن خاچاتریان (۲۰۱۰–۲۰۱۷)
- اولگ یسائیان (۲۰۰۶–۲۰۱۰)
- سورن هاروتیونیان (۱۹۹۹–۲۰۰۶)
- اسپارتاک کوستانیان (۱۹۹۳–۱۹۹۶) (۱۹۹۶–۱۹۹۹)